# Lijst van voetbalinterlands Bosnië en Herzegovina - Ierland
Deze lijst van voetbalinterlands is een overzicht van alle voetbalwedstrijden tussen de nationale teams van Bosnië en Herzegovina en Ierland. De landen speelden tot op heden drie keer tegen elkaar, te beginnen met een vriendschappelijke interland in Dublin op 26 mei 2012. Het laatste duel, een kwalificatiewedstrijd voor het Europees kampioenschap voetbal 2016, vond plaats op 16 november 2015 in de Ierse hoofdstad.

## Wedstrijden
| № | Plaats | Datum            | Competitie           | Wedstrijd                       | Uitslag |
| - | ------ | ---------------- | -------------------- | ------------------------------- | ------- |
| 1 | Dublin | 26 mei 2012      | Vriendschappelijk    | Ierland – Bosnië en Herzegovina | 1 – 0   |
| 2 | Zenica | 13 november 2015 | EK 2016 kwalificatie | Bosnië en Herzegovina – Ierland | 1 – 1   |
| 3 | Dublin | 16 november 2015 | EK 2016 kwalificatie | Ierland – Bosnië en Herzegovina | 2 – 0   |

## Samenvatting
| Competitie        | Totaal gespeeld | Winst Bosnië en Her. | Gelijk | Winst Ierland | Doelsaldo Bosnië en Her. – Ierland |
| ----------------- | --------------- | -------------------- | ------ | ------------- | ---------------------------------- |
| EK-kwalificatie   | 2               | 0                    | 1      | 1             | 1 − 3                              |
| Vriendschappelijk | 1               | 0                    | 0      | 1             | 0 − 1                              |
| Totaal            | 3               | 0                    | 1      | 2             | 1 − 4                              |

Wedstrijden bepaald door strafschoppen worden, in lijn met de FIFA, als een gelijkspel gerekend.

## Details

### Eerste ontmoeting
| Vriendschappelijk (Dublin, Ierland, 26 mei 2012): |              | |
| Ierland | 1 – 0        | Bosnië en Herzegovina |
| Shane Long 77' | goals        | |
| Giovanni Trapattoni | bondscoach   | Safet Sušić |
| Keiren Westwood Paul McShane 78' Richard Dunne 70' Darren O'Dea Stephen Ward Damien Duff 46' Darron Gibson Glenn Whelan 46' James McClean Robbie Keane 62' Kevin Doyle 62' | opstellingen | Asmir Begović 56' Mensur Mujdža Boris Pandža Sanel Jahić Senad Lulić Miralem Pjanić 46' Haris Međunjanin 46' Elvir Rahimić 70' Vedad Ibišević Edin Džeko 82' Zvjezdan Misimović |
| Keith Andrews 46' Aiden McGeady 46' Jonathan Walters 62' Shane Long 62' Sean St Ledger 70' Stephen Kelly 78'                                                               | wissels      | 46' Miroslav Stevanović 46' Damir Vrančić 56' Adnan Zahirović 70' Stojan Vranješ 82' Mehmed Alispahić                                                                           |
| | gele kaarten | 51' Damir Vrančić |
| - Debuut van Miroslav Stevanović en Damir Vrančić voor Bosnië en Herzegovina.                                                                                              |              | |

### Tweede ontmoeting
| EK 2016 kwalificatie (scheidsrechter Felix Brych, Zenica, 13 november 2015):                                                                                 |              | |
| Bosnië en Herzegovina | 1 – 1        | Ierland |
| Edin Džeko 85' | goals        | 82' Robbie Brady |
| Mehmed Baždarević | bondscoach   | Martin O'Neill |
| Asmir Begović Ervin Zukanović Toni Šunjić Emir Spahić Mensur Mujdža 51' Edin Cocalić Edin Višća 73' Miralem Pjanić Senad Lulić 88' Vedad Ibišević Edin Džeko | opstellingen | Darren Randolph 67' Stephen Ward Richard Keogh Séamus Coleman Ciaran Clark Glenn Whelan James McCarthy 60' Wes Hoolahan Jeff Hendrick 86' Robbie Brady Daryl Murphy |
| Ognjen Vranješ 51' Milan Đurić 73' Izet Hajrović 88' | wissels      | 60' James McClean 67' Marc Wilson 86' Aiden McGeady |
| | gele kaarten | 26' Stephen Ward |

### Derde ontmoeting
| EK 2016 kwalificatie (scheidsrechter Björn Kuipers, Dublin, 16 november 2015):                                                                                            |              | |
| Ierland | 2 – 0        | Bosnië en Herzegovina |
| Jonathan Walters 24' (pen.) Jonathan Walters 70' | goals        | |
| Martin O'Neill | bondscoach   | Mehmed Baždarević |
| Darren Randolph Richard Keogh Séamus Coleman Ciaran Clark James McCarthy Wes Hoolahan 54' Jeff Hendrick Robbie Brady Glenn Whelan 90+1' Daryl Murphy 55' Jonathan Walters | opstellingen | Asmir Begović Sead Kolašinac 46' Edin Cocalić Ervin Zukanović Ognjen Vranješ Emir Spahić Miralem Pjanić 69' Haris Međunjanin 80' Senad Lulić Edin Višća Edin Džeko |
| James McClean 54' Shane Long 55' John O'Shea 90+1' | wissels      | 46' Muhamed Bešić 69' Milan Đurić 80' Vedad Ibišević |
| James McClean 59' Shane Long 83' | gele kaarten | 20' Emir Spahić 23' Senad Lulić 84' Ervin Zukanović |
| - Ierland kwalificeert zich voor het Europees kampioenschap voetbal 2016 in Frankrijk.                                                                                    |              | |